# Cacopsylla septentrionalis
Cacopsylla septentrionalis är en insektsart som först beskrevs av Sulc 1939.  Cacopsylla septentrionalis ingår i släktet Cacopsylla och familjen rundbladloppor. Inga underarter finns listade i Catalogue of Life.